# Дауд ібн Сулейман III
Дауд ібн Сулейман III (*д/н — бл. 1356) — султан Кілви в 1308—1310 і 1333—1356 роках.

## Життєпис
Походив з династії Магдалі. Син султана Сулеймана III. Посів трон 1308 року. 1310 року з невідомих причин поступився владою братові Аль-Гасану ібн Сулейману.
Лише після смерті брата 1333 року знову повернувся на трон. Намагався продовжити його політику з розширення торгівлі та зведення численних величних будівель. Так, завершив султанський палац Хусуні-Кубва. Втім його політика стикнулася із спротивом шейхів портових міст, що бажали отримати більше свободи торгівлі та управління. Разом з тим зазнає занепаду торгівля з областю Зімбабве, звідки отримували слонову кістку й золото. Ще більшого удару до економічній потузі завдала епідемія Чорна смерть, яка хоча й не дісталася Кілви, зруйнувала торгівлі на Близькому Сході. В результаті попит на товари торгівців султанату впав.
Втім Дауд ібн Сулейман III все ж зміг приборкати сепаратистські настрої й намагався пожвавити торгівлю. Помер близько 1356 року. Йому спадкував син Сулейман IV.